# Volodymyr Dantes
Volodymyr Ihorovyč Dantes (in ucraino Володимир Ігорович Гудков?; Charkiv, 28 giugno 1988) è un cantante ucraino.

## Biografia
Volodymyr Dantes ha ottenuto il suo primo ingresso nella hit parade ucraina con Volee ili menee, classificatosi 117º. Esli by (2020) è stato il suo primo brano a entrare la top 100 nazionale. Ha successivamente pubblicato l'album in studio d'esordio Tvoja ljubimaja muzyka (2021), che gli ha fatto guadagnare la nomination per lo YUNA al miglior artista maschile.
Čuješ (2023), tormentone estivo al numero uno per quattro settimane consecutive e il cui video è stato in lizza per un YUNA, ha anticipato l'uscita del secondo LP, dal titolo Kyty (2023).

## Discografia

### Album in studio
- 2021 – Tvoja ljubimaja muzyka
- 2023 – Kyty

### EP
- 2024 – Live Session

### Singoli
- 2019 – Teper' tebe 30
- 2020 – Volee ili menee
- 2020 – Odnoklassnica
- 2020 – Esli by
- 2021 – Sasha
- 2021 – Grustnye tancy
- 2022 – Veter nadeždy
- 2022 – Obijmy
- 2022 – Til'ky my
- 2022 – Not a Refugee
- 2023 – Čuješ
- 2023 – Olja
- 2024 – Ja zalyšus' molodym
- 2024 – Dura
- 2024 – Huby v hubach (con Jerry Heil)
- 2024 – Stožary
- 2024 – Čester (con Miša Pravyl'nyj)
- 2024 – Ruda voda
- 2024 – Divčyno myla (con Chrystyna Solovij)
- 2025 – Odynokaja